# 國會山莊 (伊利諾伊州)
國會山莊（英語：Country Club Hills）是一個位於美國伊利諾伊州庫克縣的城市。

## 地理
國會山莊的座標為41°33′44″N 87°43′15″W / 41.56222°N 87.72083°W，而該地的平均海拔高度為208米（即682英尺）。

## 人口
根據2010年美國人口普查的數據，國會山莊的面積為12.55平方千米，當中陸地面積為12.51平方千米，而水域面積為0.04平方千米。當地共有人口16541人，而人口密度為每平方千米1,318.01人。